# توری ولز
توری ولز (انگلیسی: Tori Welles؛ زاده ۱۷ ژوئن ۱۹۶۷) بازیگر پورنوگرافی اهل ایالات متحده آمریکا است.